# Parti de la révolution populaire du Bénin

Drapeau du Parti de la révolution populaire du Bénin.

Le Parti de la révolution populaire du Bénin (PRPB) est un parti politique de la république populaire du Bénin. Il a été fondé en 1975 par le général Mathieu Kérékou. Avec la Constitution du 30 novembre 1975, le PRPB devient le parti unique du Bénin. Le parti affichait une idéologie marxiste-léniniste et a disparu en 1990.

## Historique
Le parti a été créé en 1975, lors de l'avènement du régime institué par Mathieu Kérékou, qui a pris le pouvoir par un coup d'État militaire et devient le parti unique de la république populaire du Bénin. Le rôle que la Constitution de 1975 lui prête est très large : « toutes les activités de la vie sociale nationale ». 
Lors des élections parlementaires de 1979, 1984 et 1989, le PRPB était le seul parti à se présenter. Les listes remportèrent ainsi largement chacune des élections à l'Assemblée nationale révolutionnaire. Lors des élections, des quotas existaient en raison des différentes catégories socio-professionnelles. 
La république populaire du Bénin, sous l'égide du PRPB, s'aligne du côté de l'URSS durant la guerre froide.
En 1989, le pays s'enlise dans une crise économique et sociale et le parti est contraint de renoncer à son idéologie marxiste-léniniste, mais est resté à la tête du pays jusqu'en 1990 où le multipartisme est rétabli et un gouvernement de transition a été mis en place avant la tenue d'une élection présidentielle en 1991. Mathieu Kérékou sera battu par Nicéphore Soglo lors de cette élection et quittera provisoirement le pouvoir avant d'y revenir en 1996. 
Le parti disparait en 1990 et l'Union des forces du progrès (en) lui succède.

## Politique
Durant les 15 années passées au pouvoir, le parti va mettre en place une politique stricte : nationalisations, réformes agraires, scolaire et universitaire, centralisme démocratique, police politique, transformant le pays en une dictature. En 1986, la situation économique du Bénin est devenue critique : le régime, déjà surnommé ironiquement le « marxisme-béninisme », hérite du sobriquet de « laxisme-léninisme ». Une rumeur populaire affirme que le nombre de sympathisants convaincus du régime ne dépasse pas la douzaine. L'agriculture est désorganisée, la Banque commerciale du Bénin ruinée, et les collectivités sont en grande partie paralysées faute de budget. 
Sur le plan politique, les violations des droits de l'homme, avec des cas de tortures infligés aux prisonniers politiques, contribuent à la tension sociale : l'église et les syndicats s'opposent de plus en plus ouvertement au régime.

## Résultats électoraux

### Élections législatives
| Année                                             | Leader          | Votants   | Voix  | Nombre de sièges |
| ------------------------------------------------- | --------------- | --------- | ----- | ---------------- |
| 1979                                              | Mathieu Kérékou | 1 248 613 | 98.3% | 336 / 336        |
| 1984                                              | Mathieu Kérékou | 1 811 808 | 98.2% | 196 / 196        |
| 1989                                              | Mathieu Kérékou | 1 695 860 | 89.6% | 206 / 206        |
| Sources : Archives de l'Union interparlementaire, |                 |           |       |                  |